# Área urbana de Vinaroz - Benicarló
Según el proyecto AUDES, el área urbana de Vinaroz - Benicarló conforma un entramado urbano de 333,4 km² abarcando a una poblacíón total de 75.515 habitantes y cuya densidad media se sitúa en 226,5 hab/km². 
Esta área formada por 6 municipios se localiza en la franja litoral norte de la provincia de Castellón (Peñíscola, Benicarló, Cálig, Vinaroz, y San Jorge), incluyendo también al municipio de Alcanar en la provincia de Tarragona. Si bien, el área de influencia de la misma sobrepasa los 100.000 habitantes. 
| Datos de población en 2008 |           |                |                |
| Municipio                  | Población | Superficie km² | Densidad h/km² |
| Vinaroz                    | 27.912    | 95,5           | 292,4          |
| Benicarló                  | 26.381    | 47,9           | 551,2          |
| Alcanar                    | 10.510    | 47,1           | 223,1          |
| Peñíscola                  | 7.560     | 79,0           | 95,7           |
| Cálig                      | 2.170     | 27,5           | 79,0           |
| San Jorge                  | 982       | 36,5           | 26,9           |
| Total                      | 75.515    | 333,4          | 226,5          |

La singuralidad del área urbana reside en su carácter bipolar, focalizado en los municipios de Vinaroz y Benicarló (como localidades más pobladas y con mayor gama de servicios), así como en la dificultad (a diferencia de otros entramados urbanos) de formar conurbaciones mucho más amplias debido a la distancia en que dista con las siguientes áreas urbanas más próximas (ya que las áreas metropolitanas de Castellón y de Tarragona-Reus distan ambas aproximadamente 100 km del eje Vinaroz-Benicarló).